# Valério Máximo (cônsul em 253)
Lúcio Valério Cláudio Publícola Balbino Máximo (fl. século III) foi um senador romano nomeado cônsul em 253.

## Biografia

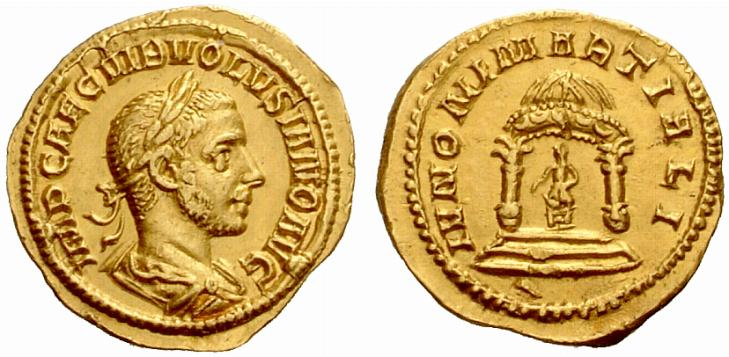
Áureo de Volusiano r.

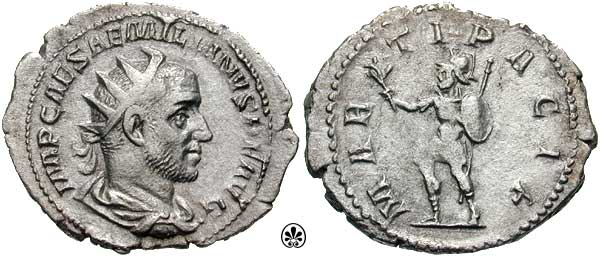
Antoniniano de Emiliano r.

Valério era um membro do século III da gente Valéria que já havia alcançado o estatuto patrício. Era provavelmente filho de Lúcio Valério Cláudio Acílio Prisciliano Máximo e pai de Lúcio Valério Messala, o cônsul em 280. Como seu pai, começou sua carreira no exército, servindo como sevir equitum romanorum, o comandante duma unidade de cavalaria. Foi então nomeado triúnviro capital (triumvir capitalis; gestor dos prisioneiros), provavelmente por um ano. Depois, foi um candidato imperial para o ofício de questor, e isto foi seguido pela sua candidatura para o ofício de pretor tutelar (Praetor tutelaris; o oficial responsável por assuntos de tutela), que provavelmente foi nomeado para antes de 240.
Valério Balbino Máximo foi então nomeado como legado proconsular (legatus proconsulis) na província da Ásia. Alcançou o consulado em 253, servindo como cônsul posterior junto com o imperador Volusiano (r. 251–253), até Volusiano ser assassinado nos primeiros meses daquele ano. Seu sucessor imperial Emiliano (r. 253) pode ter substituído Valério Balbino Máximo com cônsul sufecto, embora Emiliano em si não assumiu tal posição durante seu breve reinado.
Em algum momento entre 254 e 260, Valério Balbino Máximo serviu como curador das cidades de Laurento e Lavínio e vice-juiz (curator rei publicae Laurentium Lavinatium item cognoscens ad sacras appellationes). Depois serviu como Curator aquarum et Miniciae (oficial encarregado da distribuição de água e grãos em Roma) e prefeito dos alimentos da via Flamínia (Praefectus alimentorum viae Flaminiae), o oficial responsável pela manutenção da via Flamínia e garantidor do fornecimento de alimentos à Roma. Contudo, Valério Balbino Máximo não alcançou um governo proconsular, nem um segundo consulado.